# Liste der Monuments historiques in Le Vésinet
Die Liste der Monuments historiques in Le Vésinet führt die Monuments historiques in der französischen Gemeinde Le Vésinet auf.

## Liste der Bauwerke
| Bezeichnung           | Beschreibung                   | Standort                             | Kennzeichnung | Schutzstatus | Datum | Bild           |
| --------------------- | ------------------------------ | ------------------------------------ | ------------- | ------------ | ----- | -------------- |
| Kirche Ste-Marguerite |                                | Place de l’Église (Lage)             | PA00087778    | Classé       | 2016  | weitere Bilder |
| Krankenhaus           |                                | 72, avenue de la Princesse (Lage)    | PA78000007    | Inscrit      | 1997  |                |
| Palais Rose           | Erbaut 1899                    | 14, rue Diderot (Lage)               | PA00087779    | Inscrit      | 1986  | weitere Bilder |
| Villa Berthe          | Erbaut 1896 von Hector Guimard | 72, route de Montesson (Lage)        | PA00087780    | Inscrit      | 1979  | weitere Bilder |
| Wood-Cottage          | Erbaut von 1857 bis 1863       | 122, boulevard des États-Unis (Lage) | PA00125462    | Classé       | 2000  | weitere Bilder |

## Liste der Objekte
- Monuments historiques (Objekte) in Le Vésinet in der Base Palissy des französischen Kultusministeriums